# 罗济耶科特多雷克
罗济耶科特多雷克（法語：Rozier-Côtes-d'Aurec，法語發音：[ʁozje kot doʁɛk]）是法国卢瓦尔省的一个市镇，属于蒙布里松区。

## 地理
罗济耶科特多雷克（45°22'17"N, 4°6'15"E）面积13.89 平方千米，位于法国奥弗涅-罗讷-阿尔卑斯大区卢瓦尔省，该省份为法国中南部省份，北起顺时针与索恩-卢瓦尔省、罗讷省、伊泽尔省、阿尔代什省、上盧瓦爾省、多姆山省和阿列省接壤。
与罗济耶科特多雷克接壤的市镇（或旧市镇、城区）包括：巴斯昂巴塞、马尔瓦莱特、阿博安、圣伊莱尔-屈松-拉瓦尔米特、圣莫里斯昂古尔瓜、圣尼济耶德福尔纳。

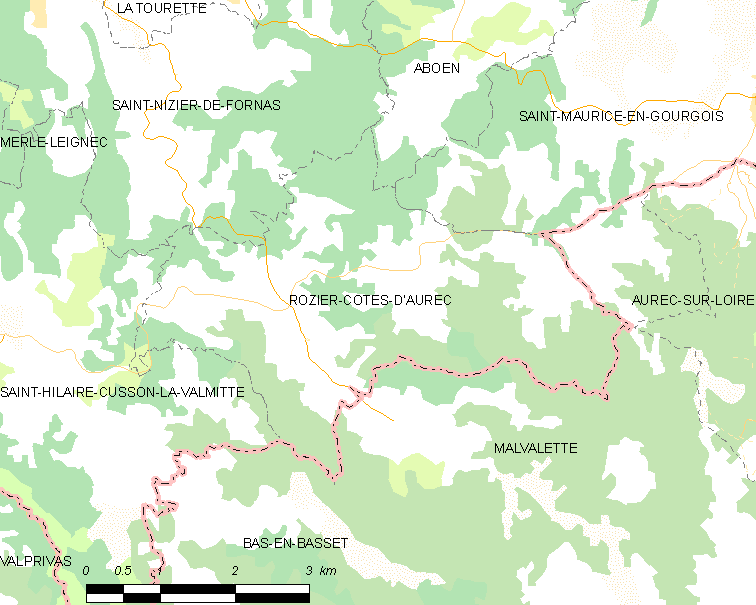
罗济耶科特多雷克的OSM定位图

罗济耶科特多雷克的时区为UTC+01:00、UTC+02:00（夏令时）。

## 行政
罗济耶科特多雷克的邮政编码为42380，INSEE市镇编码为42192。

## 政治
罗济耶科特多雷克所属的省级选区为圣瑞斯特-圣朗贝尔县。

## 人口

1962-2008年间罗济耶科特多雷克人口变化图示

罗济耶科特多雷克于2022年1月1日时的人口数量为422人。